# Polype axial
Un polype axial est chez les coraux, le plus grand polype d'un groupe de polypes, qui donne naissance à des polypes dits fils par bourgeonnement latéral de leur corps,.